# Хиль-Роблес, Альваро
Альваро Хиль-Роблес и Хиль-Дельгадо (родился 9 сентября 1944 года в Лиссабоне, Португалия) — испанский юрист и правозащитник. Автор испанского закона об омбудсмене и учредитель Латиноамериканской Федерации омбудсменов. Участвовал в разработке законов об омбудсмене Аргентины, Парагвая, Боливии, Коста-Рики, Гватемалы, Сальвадора и Панамы. Специализируется в сфере защиты прав человека, предотвращения дискриминации и помощи беженцам.

## Биография
Альваро Хиль-Роблес родился в Лиссабоне в семье известного консервативного лидера Хосе Марии Хиль-Роблеса (1898—1980), профессора конституционного права и основателя CEDA (Испанской конфедерации за права автономии), сыгравшего значительную роль во времена второй республики (1931—1936). В Португалии семья оказалась как беженцы после Гражданской войны в Испании. Вернулся в Испанию в начале 1950-х годов, чтобы получить блестящее гуманитарное образование на юридическом факультете Мадридского университета Комплутенсе (1966) и степень доктора юридических наук (1973).
В 1968 году вступил в Коллегию адвокатов Мадрида.
С 1967 по 1972 год и с 1978 года по настоящее время является преподавателем в своей alma mater. С 1978 года читал административное право, стал профессором Гуманитарного института университета.
В 1980 году был избран членом Конституционного суда Испании и занимал этот пост до 1983 года.
Является автором закона об омбудсмене Испании и с 1983 года занимал должность первого заместителя омбудсмена своей страны при Хоакине Руиз-Хименесе, а с декабря 1987 года по 1993 год являлся омбудсменом.
Альваро Хиль-Роблес был комиссаром по правам человека Совета Европы с 15 октября 1999 года по 31 марта 2006 года. Он был первым человеком, который занял эту недавно созданную должность, его сменил Томас Хаммарберг.
С 2000 по 2005 год он знакомился с положением в области прав человека в разных странах и в своих докладах правительствам соответствующих стран сообщал о выявленных нарушениях для их устранения.
Как первый омбудсмен Совета Европы Хиль-Роблес внёс большой вклад в решение гуманитарных вопросов во время второй чеченской войны.
В январе 2019 года, выступая на заседании в честь 20-летия поста комиссара по правам человека, Хиль-Роблес выступил за сотрудничество Совета Европы с Россией, отношения которых обострились в 2014—2015 году из-за аннексии Крыма.
Поскольку российских парламентариев лишили ряда прав, Москва приостановила участие в заседаниях, а в конце июня 2017 года заморозила часть выплат в бюджет организации до полного восстановления своей делегации в ПАСЕ. Это вызвало финансовые проблемы в организации. При этом работать над ратификацией конвенционных документов российская сторона продолжила.

## Общественная деятельность
Альваро Хиль-Роблес — член Испанской ассоциации прав человека, президент Испанской комиссии помощи беженцам (CEAR), вице-президент Фонда CEAR Foundation, почётным президентом которого является королева София. С 1995 по 1999 год возглавлял Форум социальной интеграции иммигрантов, Консультативный совет Министерства социальных дел, участвовал в деятельности многих негосударственных организаций — таких, как Красный Крест.

## Хроника визитов в страны ПАСЕ
- 2000: Грузия и Молдова
- 2001: Андорра, Норвегия, Словакия, Финляндия и Болгария
- 2002: Греция, Венгрия, Румыния и Польша
- 2003: Чехия, Словения, Португалия, Tурция, Кипр, Литва, Латвия, Эстония и Мальта
- 2004: Люксембург, Дания, Швеция, Россия, Хорватия, Швейцария и Лихтенштейн
- 2005: Испания, Италия, Исландия, Франция и Косово

Его обширные доклады можно найти на домашней странице Уполномоченного по правам человека .

## Позиция по Чечне
Был сторонником референдума по принятию конституции Чеченской республики и объективного расследования совершённых преступлений с обеих сторон конфликта. Говоря о праве народов на самоопределение, он подчёркивал, что общая идея Европы и ЕС — уважение к суверенности границ. Бороться за сепаратистские идеи можно, но только мирным путём. Первым и фундаментальным правом человека он считает право на жизнь, а идеи независимости — второго порядка.

## Награды
- Кавалер Большого креста ордена Изабеллы Католической (2005 год).
- Орден Дружбы (27 марта 2006 года, Россия) — за вклад в развитие общеевропейского сотрудничества и взаимодействия между Российской Федерацией и Советом Европы[4].
- Кавалер Большого креста Гражданского ордена социальной солидарности (1999 год, Правительство Испании).